# Eudokia Ingerina
Eudokia Ingerina (840 – 882) byla jako manželka byzantského císaře Basileia I. byzantskou císařovnou, milenkou jeho předchůdce Michaela III. a matkou Leona VI. Moudrého, císaře Alexandra a Štěpána I. Konstantinopolského.

## Rodina
Eudokia se narodila jako dcera Ingera, varjažského strážce v císařských službách. Její matka byla z rodu Martiniake a vzdálená příbuzná císařské rodiny jako blízká neteř Michaela II. Amorijského a vzdálená neteř císaře Herakleia a jeho druhé manželky a neteře Martiny. Podle pozdější verze Christiana Settipaniho mohla být dcerou Ingera Martinakia, logotheta, syna Anastasia Martinakia, byzantského šlechtice a úředníka.

## Život
Protože její rodina byla obrazoborecká, císařovna matka Theodora II. ji důrazně odmítala. Kolem roku 855 se Eudokia stala milenkou Theodořina syna Michaela III., který tak přivodil hněv své matky a mocného ministra Theoktista. Michael nedokázal riskovat závažný skandál tím, že by opustil svou manželku, a tak Eudokii provdal za svého přítele Basila, ale pokračoval s ní ve vztahu. Basil byl kompenzován mileneckým vztahem s císařovou sestrou Theklou.
Eudokia v září 866 porodila syna Leona a v listopadu 867 dalšího syna Štěpána. Oficiálně byli Basilovými dětmi, ale toto otcovství bylo zpochybněno, a to zřejmě samotným Basilem. Zvláštní podněcování Basila ke spoluvládě v květnu 867 podporuje možnost, že Leon byl vlastně nelegitimním synem Michaela III. Otcovství mladších Eudokiiných dětí není předmětem sporu, protože Michael III. byl v září 867 zavražděn.
V roce 882 vybrala Eudokia za manželku pro svého syna Leona Theofano a krátce poté zemřela.

## Potomci
- Leon VI. Moudrý (866–912)
- Štěpán I. Konstantinopolský (867–893)
- císař Alexandr (870–913)
- Anna (zemřela 905/12 nebo později), jeptiška
- Helena (zemřela 905/12 nebo později), jeptiška
- Marie (zemřela 905/12 nebo později), jeptiška